# Drive-in-Restaurant

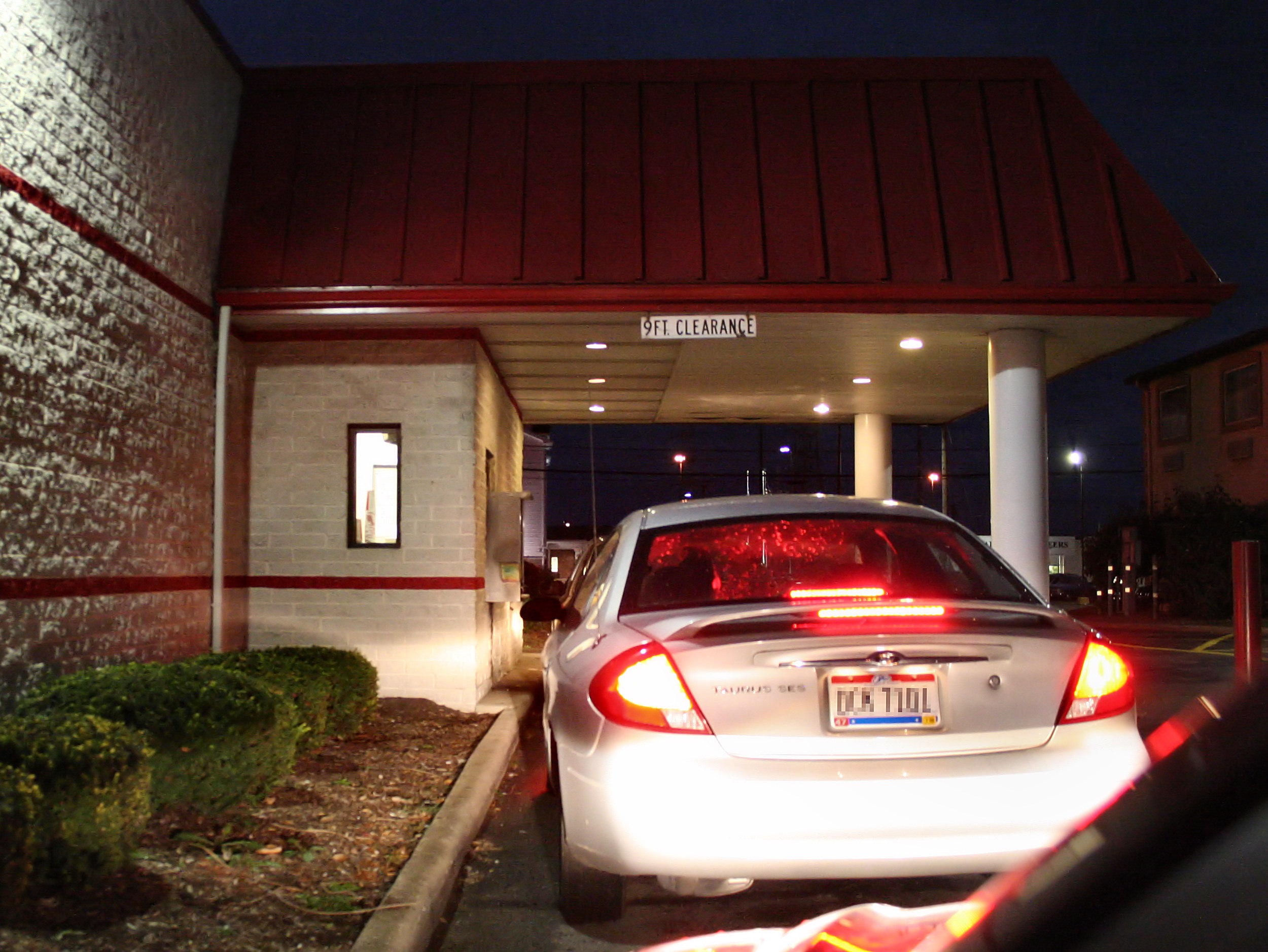
Typischer Drive-Thru an einem amerikanischen Schnellrestaurant

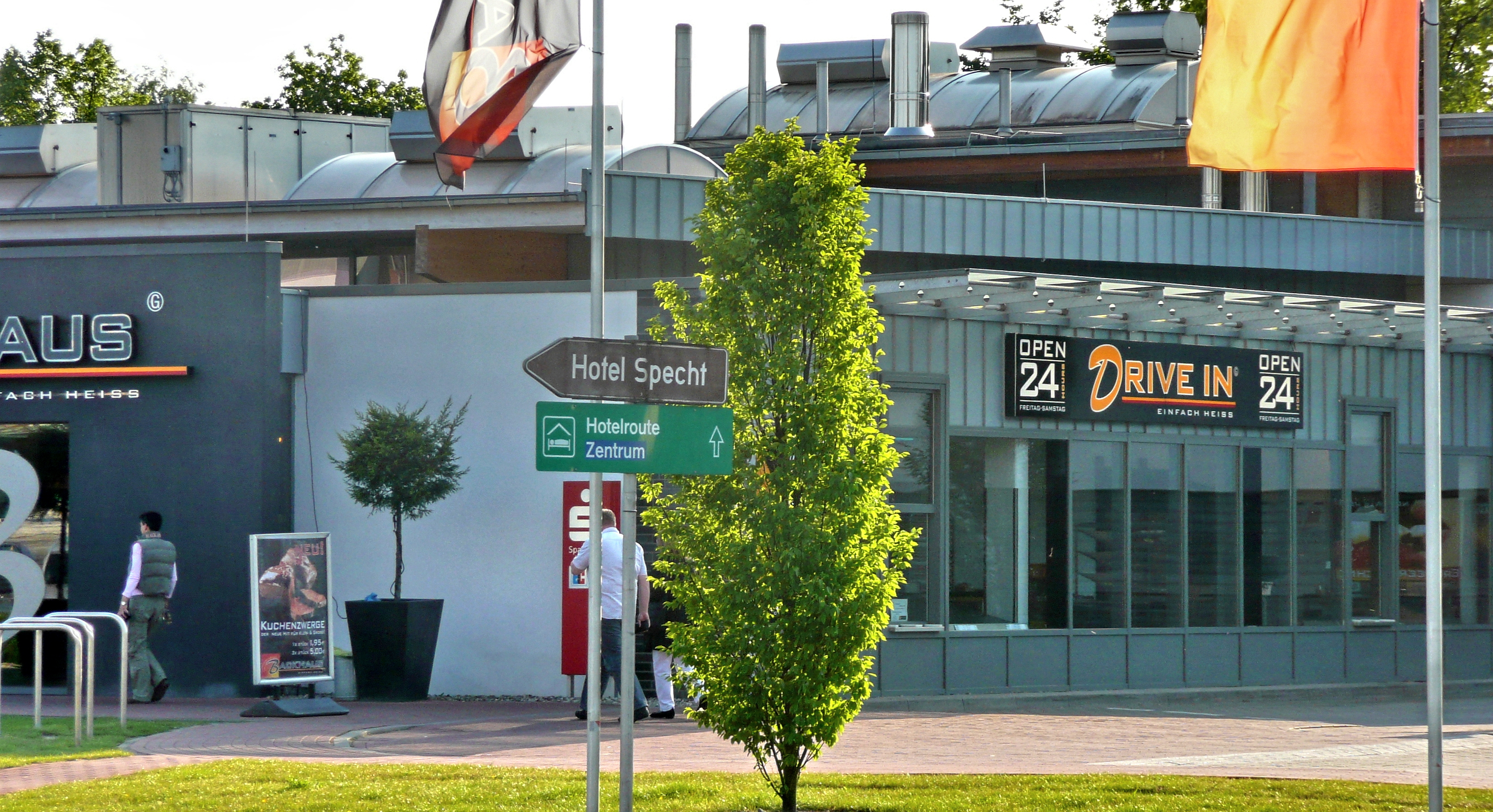
Drive-Thru-Bäckerei

Als Drive-in-Restaurant (auch Drive-Thru, amerikanische Abkürzung für drive through, dt. „durchfahren“) bezeichnet man ein Schnellrestaurant, in dem der Kunde – ohne sein Auto zu verlassen – an einem eigens für Autofahrer errichteten Schalter seine Bestellung aufgeben sowie das Bestellte im Auto entgegennehmen kann. In den USA bezeichnet Drive-in-Restaurant in der Regel ein Fast-Food-Restaurant, bei dem man im parkenden Auto bedient wird.
Um der Bequemlichkeit der Gäste und deren Wunsch nach Schnelligkeit Rechnung zu tragen, richteten sich insbesondere amerikanische Fast-Food-Ketten darauf ein, den Gästen das Essen im Auto zu servieren. Später fuhren die Gäste einfach um das Restaurant herum, wobei an einem Schalter über Mikrofon bestellt wurde. Während des Bezahlvorganges stellt ein Dritter die Bestellung zusammen und gibt sie an den Gast heraus.
Eine Vielzahl von Fast-Food-Ketten unterhält Drive-Thru-Restaurants (auch Drive In oder Pick-Up-Window genannt), so zum Beispiel McDonald’s, Burger King, Kentucky Fried Chicken, Wendy’s, Taco Bell, Popeyes oder Chick-Fil-A. Mittlerweile komplettieren auch traditionelle Anbieter im Nahrungsmittelbereich wie Bäckereien ihr Serviceportfolio mit Drive-thru.
In Deutschland wurde das erste Drive-in-Restaurant 1961 in Hannover eröffnet.
Das erste Pick-Up-Window in den USA eröffnete Wendy’s 1971 in Columbus. McDonald’s zog 1975 in Sierra Vista, Arizona nach.